# 398. п. н. е.

## Догађаји
- Кинадонова завера у Спарти